# 背甲鲶属
背甲鲶属（学名：Hisonotus）为甲鲶科的一个属。

## 下属物种
本属包括以下物种：